# Hermandad de la Candelaria (Sevilla)
La Hermandad de la Candelaria es una hermandad católica de Sevilla, Andalucía, España. Tiene su sede en la iglesia de San Nicolás.
Su nombre completo es Ilustre y Fervorosa Hermandad de Nuestro Padre Jesús de la Salud, María Santísima de la Candelaria, Nuestra Señora del Subterráneo y San Nicolás de Bari. Procesiona en la Semana Santa.

## Historia
En 1880 llegó a la iglesia parroquial de San Nicolás la imagen de un Jesús con la cruz a cuestas. Este había sido titular de la desaparecida Hermandad de la Antigua y Siete Dolores que estuvo en la iglesia de la Magdalena. En San Nicolás tomó la advocación de Jesús de la Salud. La Virgen original de la hermandad fue donada por una feligresa en 1880.
La hermandad fue fundada por feligreses de la parroquia de San Nicolás en 1921. Procesionaron por primera vez el Martes Santo de 1922.
El paso de Cristo era neogótico. Fue realizado por Fernández de Toro y dorado por Francisco Ruiz Rodríguez. En las esquinas llevaba figuras de los cuatro evangelistas realizadas por Antonio Castillo Lastrucci.
En 1924 se adquirió una nueva Virgen, que fue realizada por Manuel Galiano Delgado, y que sustituyó a la anterior. Ese año se estrenó su palio en terciopelo azul, realizado Juan Manuel Rodríguez Ojeda. En 1926 fue novedad el manto de la Virgen de terciopelo azul e iguales bordados de hilos de plata. Su traza se debía a Ricardo Pardal y se hizo en el taller de Eduardo Rodríguez.
En 1954 la Virgen de la Candelaria es nombrada patrona de los componentes del sindicato de los servicios de agua, luz y electricidad. 
En 1957 el Cabildo Insular de Tenerife se hermanó con esta corporación. La Virgen de la Candelaría porta la Medalla de Oro del Cabildo Insular de las Islas Canarias. Esto se debe a que la patrona de las islas Canarias es una Virgen de igual advocación.
La procesión de regreso del Martes Santo de 1958 fue presenciada desde uno de los balcones de la casa de la condesa de Ybarra por la condesa de Barcelona, María de las Mercedes de Borbón. Miembros de la junta de la corporación, presididos por el hermano mayor, tomaron un ramo de claveles blancos de los que llevaba la Virgen y se lo ofrecieron. Posteriormente, recibió el título de camarera de honor.
En 1964 recibió el título de hermano de honor el Real Madrid, representado por el vicepresidente Pedro de Lusarreta y el gerente Antonio Calderón. Es la única hermandad que tiene como hermano de honor a un club de fútbol.
En 1965, en las misiones generales, la Virgen de la Candelaria fue llevada a la barriada que lleva su nombre.
En 1975 construyó su casa hermandad en la calle Federico Rubio y en 1977 se fusionó con la hermandad sacramental de la parroquia.
En 1992 el paso de palio con la Virgen estuvo seis meses en la catedral de Sevilla para la exposición Magna Hispalensis. El Jesús de la Salud fue elegido para presidir el Vía Crucis de 2012 en la catedral. Para esa ocasión procesionó en unas andas neobarrocas doradas realizadas por Juanma Pulido.

## Jesús de la Salud

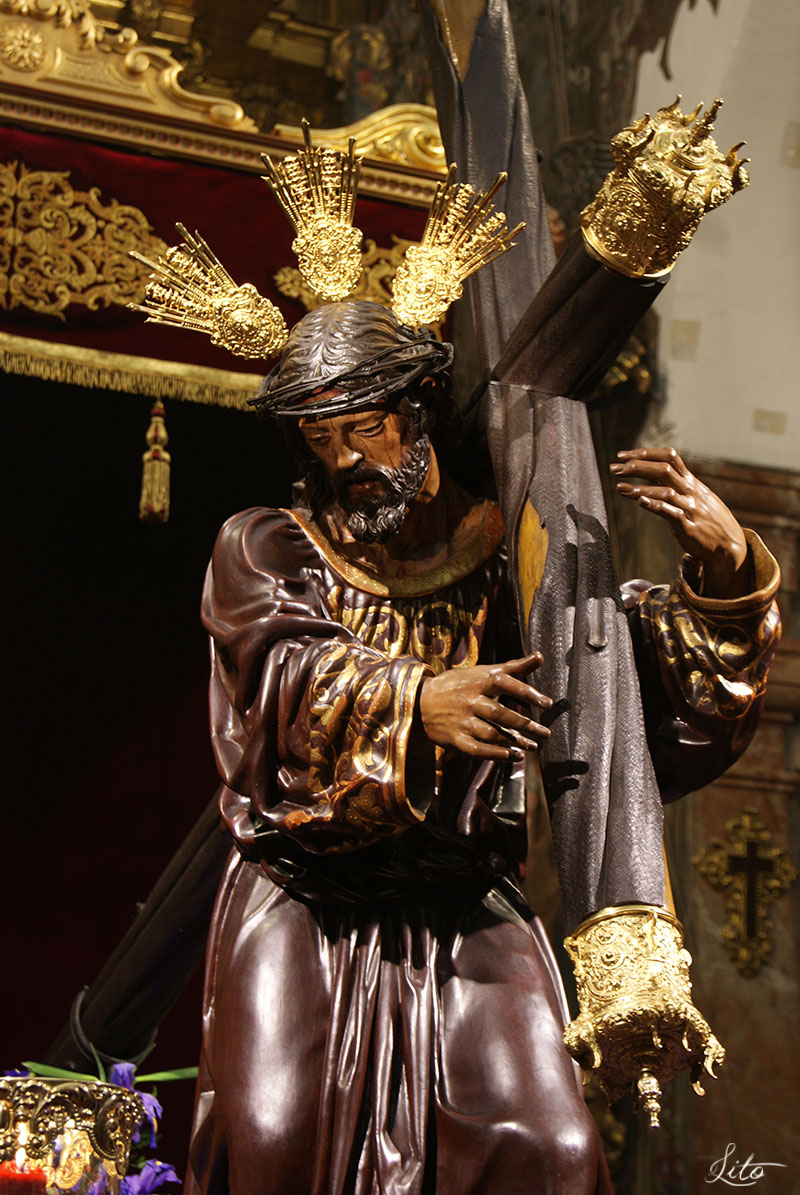
Nuestro Padre Jesús de la Salud

En el primer paso se representa a Jesús con la cruz a cuestas. En el paso de palio se representa a la Virgen de la Candelaria bajo palio.
La imagen de Jesús se atribuye a Francisco de Ocampo (c. 1615) o a Pedro Roldán. Hay quien dice que esta imagen perteneció originalmente a una importante hermandad que existió en la ciudad, la Hermandad de la Antigua y los Siete Dolores de la Virgen. Fue restaurada en 1922, en 1979 y en 1998.
El paso de Cristo es de estilo neobarroco, dorado e iluminado por candelabros de guardabrisas. El ángel que soporta la caída de la cruz se hizo en 1995. El Señor lleva potencias de oro realizada en 1950.

## Virgen de la Candelaria

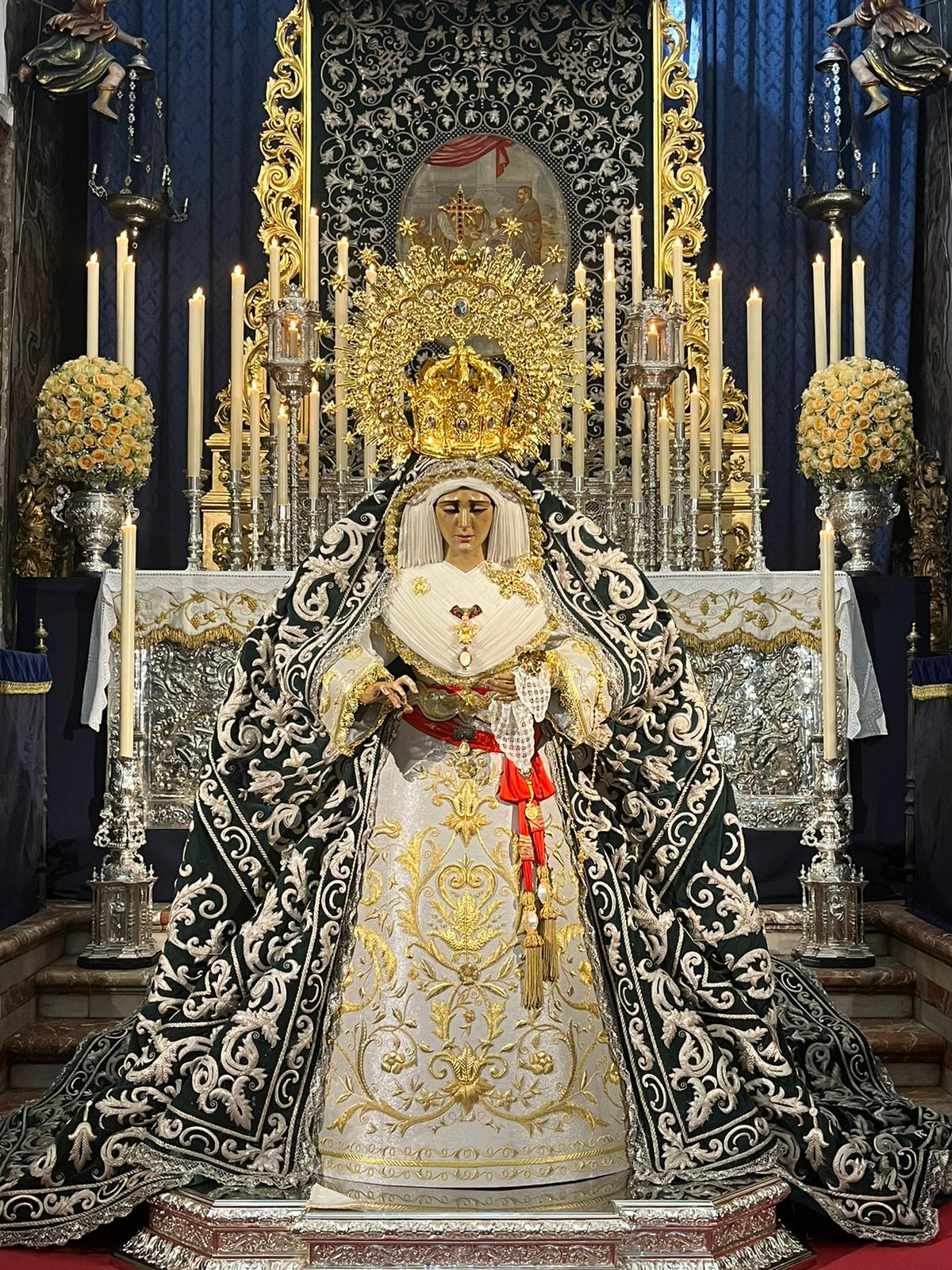
Virgen de la Candelaria

La Virgen es tallada por Manuel Galiano en 1924 y fue restaurada en 1967. La Virgen de la Candelaria es la patrona de las Islas Canarias y tiene también devoción en la comunidad canaria que existe en la ciudad.
El paso de palio tiene candelabros de cola de plata, y plateado los respiraderos, varales y peana, las jarras, candelería y miniatura mariana en plata y un templete de plata con una reliquia de San Nicolás. El palio es de terciopelo azul, bordado en plata. El manto está bordado de plata. La Virgen luce corona de plata dorada.

## Música
Acompañan cada Martes Santo en la Cruz de Guía la Banda Juvenil de Cornetas y Tambores Stmo. Cristo de las Tres Caídas; tras el Nazareno de la Salud la Banda de CCTT de las Tres Caídas de Triana y tras el palio de la Candelaria la Banda de la Cruz Roja
La hermandad tiene varias marchas dedicadas, en banda de música tiene:
- Candelaria (Jacinto Guerrero)
- Candelaria (Manuel López Quiroga)
- Purificación (Martínez Peralto)
- Jesús de la Salud (Fulgencio Morón)
- María Santísima de la Candelaria (Pérez Funes)
- Candelas del Cielo (Pedro López López)
- Candelaria (Pedro Vicedo)
- María Santísima de la Candelaria (Pedro Braña)
- Candelaria Nuestra (Juan Velázquez)
- Candelaria de San Nicolás (Roberto Bautista)
- Candelaria (Manuel Marvizón Carvallo)Cristo de la Sangre

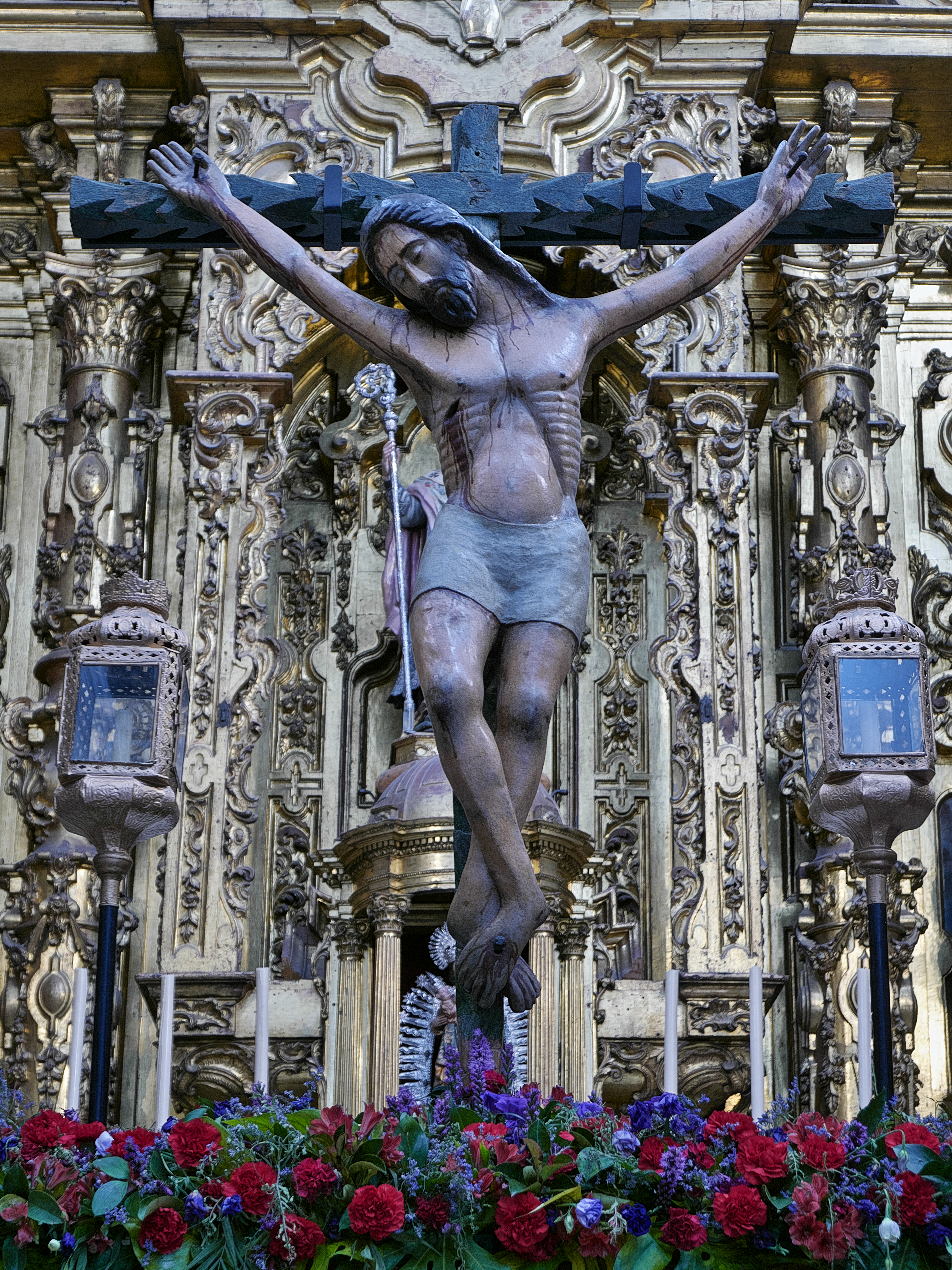
Cristo de la Sangre

- La Candelaria por la Alfalfa (Manuel Jesús Navarro)

Y en CC y TT:
- Salud de la Candelaria(1984), de Antonio Velasco Rodríguez, miembro de la Agrupación Musical María Santísima de las Angustias.
- Salud de San Nicolás (1988), de Eusebio Álvarez-Ossorio Rojas Marcos, director de la Banda de Nuestra Señora del Sol.
- Al Señor de la Salud (2001), de Rafael Vázquez, José Manuel Reina y José Julio Vera Cuder, de la Banda de Cornetas y Tambores del Santísimo Cristo de las Tres Caídas, de Triana.
- Cristo de la Salud (2004), de Francisco Peña. Banda de Cornetas y Tambores Madre de Dios de los Desamparados
- Nazareno de la Salud, de Rafael Vázquez y José Manuel Reina, de la Banda de Cornetas y Tambores del Santísimo Cristo de las Tres Caídas.
- Vía Crucis de Salud (2013), de Nicolás Turienzo Robles y Francisco José Ortiz Morón.

## Paso por la carrera oficial
| Predecesor: El Dulce Nombre | Orden de entrada en la carrera oficial (Martes Santo) 4º lugar | Sucesor: San Esteban |